# Kasaraguppe, Sorab
Kasaraguppe là một làng thuộc tehsil Sorab, huyện Shimoga, bang Karnataka, Ấn Độ.